# Patinatge de velocitat sobre patins en línia
El patinatge de velocitat sobre rodes o patinatge de velocitat en línia és una modalitat de cursa de patinatge de velocitat que es realitza amb patins en línia. Els competidors han de realitzar voltes a una pista oval amb l'objectiu d'arribar a la meta en el menor temps possible.
És un esport que requereix d'una alta preparació física i mental; per tant és un esport aeròbic ja que requereix de ritmes constants d'oxigen, al mateix temps que cal una alta demanda anaeròbica, per la necessitat d'explosió en un moment donat en les proves curtes. S'hi combinen la força, habilitat i resistència. Sempre es condicionen així mateixos per resistir tot el recorregut rodant el més ràpid possible, ideant estratègies que el portin a creuar la línia de meta en la primera posició.
L'organisme rector del patinatge de velocitat sobre patins en línia és la World Skate, on hi existeix el seu propi comitè i president que gestiona la modalitat de patinatge denominant-se Comitè Internacional de Patinatge de Velocitat (CIC). La competició internacional més prestigiosa d'aquest esport és el Campionat de Món de Patinatge de velocitat sobre patins en línia, organitzada cada any per aquest i els World Roller Games que es realitzen cada dos anys. El primer campió oficial va ser Estats Units, a Roma el 1992 i l'actual campió és Colòmbia. Tots dos països són els que més títols han guanyat, amb 9 per Estats Units i 15 per a Colòmbia, després de coronar-se campió de l'última versió del campionat 2019 fet a Barcelona. 

## Equip

### Patins

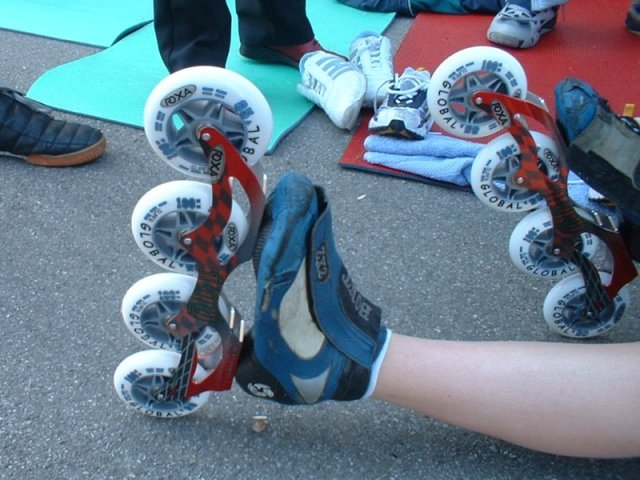
Patins de competició

Compostos per una bota fabricada amb cuir o un material similar en la seva part superior, i fibra de carboni a la part inferior tancat amb corretges, cordons i tanques d'ajust ràpid. A la bota es fixa un xassís o planxa fet en alumini d'alta qualitat amb una mida adaptada a cada esportista, però amb unes dimensions reglamentàries màximes. Durant l'any 2012 van sortir al mercat noves planxes fabricades en carboni, amb un pes considerablement inferior a les fabricades en alumini. El xassís serveix de suport a un nombre variable de rodes (legalment, 3 o 4) de diàmetre variable (entre 80 i 110 mm, legalment, amb una mida màxima per a cada categoria d'edat) fabricades amb poliuretà, darrerament s'han provat 3 rodes de 125 mm, utilitzades en maratons.

### Equip de seguretat
Tots els reglaments mundials obliguen a utilitzar un casc homologat.
Opcionalment, es poden utilitzar altres proteccions com genolleres i guants especials.

### Vestit de competició
Fet en un teixit que disminueixi la resistència a l'aire, com la licra, és similar en el seu aspecte a l'utilitzat en ciclisme. És generalment usada en enterizo.

## Instal·lacions per al patinatge
Aquestes competicions són les que es realitzen en instal·lacions esportives cobertes amb terra de fusta, no específiques per al patinatge de velocitat, en què es marca un circuit en forma d'oval d'uns 200 m de recorregut. Les marques consisteixen en quatre cons de plàstic que els patinadors han d'envoltar per la part més allunyada del centre de la pista sense moure'ls. Aquests cons estan situats de forma asimètrica: els dos que marquen l'entrada de les corbes estan col·locats més a prop dels fons del recinte; mentre que els altres dos, marquen la sortida de les corbes i se situen lleugerament més propers al centre.

### Pista
Una pista per a patinatge ha de tenir dues rectes i dues corbes iguals entre si, i la longitud del seu recorregut no ha de ser menor de 125 metres ni major de 400 m. La seva superfície pot ser de resina especial, granit polit, ciment polit, aglomerat asfàltic o material similar.
Per ser homologades per a competicions internacionals, les pistes construïdes a partir de l'1 de gener de 2003 han de tenir una longitud de 200 m i una amplada de 6 m. A causa de les diferències entre pistes, especialment la secció i radis de les corbes, la Federació Internacional de Patinatge va regular l'any 2006 les dimensions exactes de les pistes homologades, tant en la seva planta com en l'alçat, desapareixent les corbes de secció parabòlica. Aquest tipus de pista serà obligatòria per als Campionats Mundials que se celebrin a partir de l'any 2010.
La pista més alta del món es trobava en la ciutat de la Quiaca (Argentina) a 3.452 msnm, fins que el 5 d'octubre de 2011 s'inaugurà la pista de la Mina El Aguilar, província de Jujuy, situada a 3.951 msnm.

### Circuit tancat
Habitualment anomenat ruta, es realitza en una pista de paviment amb més de dues corbes, l'amplària mínima ha de ser de 6 m, i amb unrecorregut entre els 400 i 1.000 m de longitud. Per celebrar campionats mundials, el recorregut màxim serà de 600 m.
Existeix també el circuit de 200 m, que té corbes peraltades; és a dir, que les seves corbes tenen certa inclinació cap a dins. Dins d'aquest, també es pot competir en les curses d'eliminació, punts, 200 m, 500 m, 1.000 m, etc...

### Circuit obert
Recorregut que es realitza entre dos punts diferents, com pot ser una carrera en línia entre dues ciutats.

## Tipus de competició

### Segons la distància
- Prova de Carrils 80 m i 100 m.
- Proves contra rellotge individual: 200 i 300 m.
- Proves de curta distància (velocitat grupal): 500 m bateries i 1.000 m rematades.
- Proves de mig fons: 2.000 a 5.000 m.
- Proves de fons: 5.000, 10.000, 15.000 i 20.000 m.
- Proves de gran fons: 56 km marató (circuit obert).

### Segons les condicions

#### Carreres per punts
Es realitza un esprint cada cert nombre de voltes (que depèn del nombre de participants), el vencedor guanya dos punts i el segon un punt. En l'esprint de l'última volta, els tres primers classificats reben 3, 2 i 1 punt respectivament. Si un corredor es retira o és eliminat abans del final de la prova, perd els punts acumulats. El vencedor és el corredor que aconsegueix acumular major quantitat de punts. La quantitat de punts rebuts en els esprints intermedis i final ha sofert variacions al llarg dels anys; les esmentades puntuacions estan en vigor des de la temporada 2007.

#### Carreres d'eliminació
Cada cert nombre de voltes, en funció de la quantitat de participants en la prova, s'elimina l'últim o els últims corredors en creuar la meta. A 3 voltes per al final, ha de quedar a la pista un nombre prefixat de corredors (5 o 10) que disputarà al final, classificant-se per l'ordre d'arribada a meta.

#### Carreres combinades
A cada esprint assenyalat es produeix la puntuació dels 3 o 2 corredors i l'eliminació de l'últim. En aquest tipus de carrera, també es pot alternar la puntuació i l'eliminació en diferents voltes.
Guanya la carrera qui tingui la major quantitat de punts i no hagi resultat eliminat.

#### Carreres per sèrie d'equips
Els patinadors competeixen formant equips d'un nombre predeterminat de corredors, normalment tres. El temps de l'equip correspon al del segon patinador que travessa la meta, i no és obligatori que tots els components de l'equip finalitzin la prova.
Les carreres per equips poden ser:
- D'eliminació: es realitzen sèries classificadores de dos equips que surten al mateix temps des de llocs oposats del recorregut, resultant eliminat el que més temps tarda a cobrir la distància fixada. Venç l'equip que guanya la sèrie final.
- Contra rellotge: cada equip realitza el recorregut en solitari. Venç l'equip que menys temps triga a fer el recorregut

#### Curses de relleus a l'americana
És una carrera per equips en la qual només un membre de cada equip està corrent al mateix temps. El relleu es realitza obligatòriament en una zona delimitada del circuit o pista, mitjançant un contacte entre el patinador que relleva i el rellevat. En general, no està especificada la distància que recorre cada membre de l'equip, llevat que tots els seus membres han de realitzar com a mínim una volta.

#### Carrera contra rellotge individual
Cada patinador surt situant un dels seus patins entre dues línies separades 0,5 metres entre si, sense que els patins estiguin en moviment. Guanya qui triga el menor temps a fer el recorregut.

#### Cursa de carrils
Es realitza a la recta més prolongada del circuit de ruta, la qual ha d'estar dividida en 3 o 4 carrils normalment de 80 m de longitud. La competència és mitjançant classificació per temps o per arribada, per arribar a una final de 3 competidors. És una carrera molt ràpida i molt tècnica per velocistes.

## Campionats

### Mundial de patinatge
És la principal competició de patinatge de velocitat en el món, realitzada anualment pel FIRS. Compta amb 46 edicions, des del 1992 s'han realitzat 24 d'aquestes amb el seu format actual. Colòmbia és el país que més vegades ha guanyat el campionat en el seu format actual amb 16 triomfs, seguit dels Estats Units amb 10 i Itàlia i Corea de Sud amb 1.

### Maratons
Les curses de maratons són de 42 km de distància. Tots els corredors surten junts i el primer a creuar la línia és el guanyador. A Europa i Àsia un nou moviment anomenat La World Inline Cup organitza la sèrie més important de maratons en el planeta. El italià Massimiliano Presti ha guanyat la sèrie 6 vegades, i 4 últims anys consecutius.

#### Ultramaratons
Les carreres d'ultramaratons són carreres que tenen 100 km o més. Igual que en les maratons, tots els competidors parteixen comencen alhora i el guanyador és el primer a creuar la línia de meta. Els ultramaratons més famosos són:
- The New York City Skate Marathon & NY 100K (els 100 km de Nova York)

Anomenem aquesta en primer lloc per la seva història i les estrelles del patinatge mundial que han format part en ella, com:
Chad Hedrick, Juan García, Dereck Parra, Kc. Boutiete, Julie Glass, Sheril Matula, Fourth Lacey, Dan Lewis, Eddy Matzger, Philippe Boulard, Julián Rivera, David Sarmiento, Luis Carlos Mejía, Dereck Downing, Gicquel Arneaud, Hernan Díaz, Mauro Guenchi, Luis Fdo Gómez, Julián Paricio, Anwar Cárdenas, entre otros.
El 2008 surt la seva 17ª edició, tenint incentius de carrera, com són: la competència de rei de muntanya, el rei de l'esprint, i el campió juvenil (menor de 18); totes aquestes dins de la mateixa carrera dels 100 km per a la categoria dels professionals.
- Athens To Atlanta Road Marathon (140 km) o generalment anomenada A2A és una de les carreres més antigues dels Estats Units i en la seva 27a edició és una de les carreres més dures per als competidors. Es realitza en carrers oberts, amb ajuda de la policia local, comença a la ciutat d'Athens i acaba a la popular ciutat d'Atlanta (estat de Geòrgia), que va acollir els Jocs Olímpics de 1996. Nombroses estrelles del patinatge de velocitat han participat en aquesta cursa com: Tristan Loy, Juan Carlos Betancourt, Eddy Matzger i Luis Carlos Mejía (qui va guanyar el 2009) entre d'altres.[13]

## Tècnica del patinatge

### Patinatge en recta
La tècnica habitual del patinatge és similar a la del patinatge sobre gel, en què s'empeny portant una cama avançada cap a fora i lleugerament cap enrere, alternant les dues cames. El moviment de cames s'acompanya amb el moviment alternatiu dels braços per mantenir l'equilibri, i amb una lleugera flexió de tronc i cames per baixar el centre de gravetat del patinador o patinadora.
A inicis de la dècada de 1990, el patinador nord-americà Chad Hedrick va popularitzar la tècnica anomenada doble empenta, que consisteix en iniciar el moviment de la cama avançada amb un lleuger impuls cap a l'interior, per després portar-la cap a l'exterior. No obstant això, aquesta tècnica exigeix una bona preparació física, i és difícil de dominar, per la qual cosa no és habitual que s'utilitzi durant tota la cursa.

### Patinatge en corba
Els patins en línia, tendeixen a seguir un moviment en línia recta. Per traçar les corbes existeixen diversos mètodes que es poden utilitzar sols o en combinació entre ells:
- Donar els passos creuant el patí de l'exterior de la corba sobre el patí de l'interior (creuar).
- Portar el patí de l'interior més avançat que el de l'exterior, formant un angle entre ells.
- Inclinar el cos cap a l'interior de la corba.

### Frenada
Els patins de velocitat no disposen de mecanismes de frenat, pel que existeixen diverses tècniques (que poden combinar-se entre si) per detenir-se amb rapidesa en cas necessari:
- Situar els patins formant un lleuger angle cap a l'interior, de manera similar a la frenada en falca de l'esquí.
- Situar un patí creuat per darrere de l'altre, en perpendicular a la trajectòria de desplaçament del patinador, augmentant progressivament la pressió contra el terra del patí creuat, el que resulta poc recomanable ja que així es desgasten les rodes i funcionen pitjor.
- Efectuar diverses corbes ràpides seguides, en eslàlom, per perdre velocitat per fricció.
- Fer un gir ràpid, detenint el desplaçament centrífug donant diversos passos curts amb els patins, en perpendicular al sentit del desplaçament.

## Situació olímpica
El patinatge sobre rodes és un dels esports reconeguts pel Comitè Olímpic Internacional. No obstant això, en la reunió de Comitè Executiu del COI del 8 de juliol de 2005 a Singapur, no va aconseguir la majoria de 2/3 parts dels vots requerida per a ser admès com a esport olímpic.
Durant el Campionat Mundial que es va celebrar a Gijón el setembre de 2008, una delegació del COI va estar observant el desenvolupament de la mateixa per avaluar la seva inclusió com a esport olímpic per a l'any 2016. La reunió decisòria es va celebrar a Copenhaguen l'octubre de 2009, on novament va quedar fora de les olimpíades. S'entén que és un esport on hi ha una marcada hegemonia en el medaller que s'ha repartit al llarg dels 23 campionats disputats inclòs el de l'any 2014 i que mostra el domini de Colòmbia i Estats Units en aquest esport, fent que els altres països que deliberen dins el COI entenguin que les seves possibilitats de triomf dins d'una olimpíada són molt remotes i, per tant, vegin poc atractiu programar el desenvolupament d'un campionat de patinatge dins de les olimpíades.